# Djilali Abdi
Djilali Abdi (arabisch جيلالي عبدي, DMG Ǧīlālī ʿAbdī‎; * 25. November 1943 in Sidi bel Abbès; † 2. Februar 2022 ebenda) war ein algerischer Fußballspieler auf der Position eines Mittelfeldspielers, der Ende der 1960er Jahre in der algerischen Fußballnationalmannschaft zum Einsatz kam. Nach seinem Karriereende als Aktiver war er als Fußballtrainer tätig.

## Karriere
Djilali Abdi wurde am 25. November 1943 in der nordwestalgerischen Stadt Sidi bel Abbès geboren, wo er für die dort beheimatete Fußballmannschaft USM Bel-Abbès zu spielen begann. Spätestens ab 1962 kam er für den Klub in der neu gegründeten algerischen Erstklassigkeit im Herrenfußball zum Einsatz. Davor vertrat er die Mannschaft bereits auf interregionaler Ebene. In den folgenden Jahren kam er mit der Mannschaft kaum über das Tabellenmittelfeld hinaus und war mit dem Team zumeist im hinteren Tabellenbereich der in dieser Zeit durch viele Ligareformen gezeichneten Meisterschaft zu finden. Zeitweilig dürfte Abdi mit der USM Bel-Abbès auch in der zweithöchsten algerischen Spielklasse aktiv gewesen sein und schaffte nach der Rückkehr des Klubs in die Erstklassigkeit im Jahr 1967 den Sprung in die zu dieser Zeit von Lucien Leduc trainierte algerische Fußballnationalmannschaft.
Bei seinem Debütspiel, einem 3:1-Sieg über Obervolta am 9. April 1967, bei dem er als Ersatzspieler zum Einsatz kam, gelang ihm auch der einzige Treffer in seiner Laufbahn als Internationaler. Bereits im darauffolgenden Jahr vertrat er sein Heimatland beim Afrika-Cup 1968, den er mit der Mannschaft auf dem dritten Platz der Gruppe A frühzeitig beendete. In diesem Jahr war Abdi in drei Länderspielen für Algerien im Einsatz und brachte es in der Saison 1968/69 auf Vereinsebene auf das für ihn beste Saisonergebnis seiner Karriere – ein dritter Platz hinter Meister CR Belouizdad und Vizemeister MC Oran. Im Zug der erfolgreichen Meisterschaft kam der Mittelfeldakteur im Jahr 1969 mindestens noch in einem Länderspiel für Algerien – 1:0-Sieg über Marokko am 23. März 1969 – zum Einsatz. Über spätere Einsätze für die Wüstenfüchse – so der Spitzname des algerischen Nationalteams – ist nichts bekannt. Seine Vereinskarriere setzte Abdi danach noch bis zumindest 1975/76 bei seinem Heimatklub Bel-Abbès fort, war mit dem Team, mit Ausnahme eines vierten Platzes in der Saison 1972/73, ausschließlich im hinteren Bereich der algerischen Endtabellen angesiedelt.
Nach seinem Karriereende als Aktiver schlug Abdi eine Laufbahn als Fußballtrainer ein und war jahrelang Trainer seines Heimatvereins. Einer seiner größten Erfolge war der Pokalsieg 1991 mit der USM Bel-Abbès. Über weitere Trainerstationen Abdis ist nichts Näheres bekannt. Am 2. Februar 2022 starb Abdi 78-jährig in seiner Geburts- und Heimatstadt Sidi bel Abbès und wurde am nächsten Tag nach dem Mittagsgebet am Friedhof von Sidi bel Abbès beigesetzt. In derselben Nacht verstarb mit Abdelhamid Zouba ein weiterer ehemaliger Spieler von Bel-Abbès und ehemaliger Mitspieler von Abdi. Einer Zoubas größter Erfolge war das Triple, das er im Jahr 1976 mit dem Hauptstadtklub MC Alger gewann. Neben Pokal und Meisterschaft gewann das Team in diesem Jahr auch den CAF Champions Cup 1976 – nach einem Finalsieg über den guineischen Vertreter Hafia FC –, was bis dato der größte Erfolge in der über 100-jährigen Vereinsgeschichte des MC Alger ist.